# Kosmaci, Bohorodceanî
Kosmaci (în ucraineană Космач) este o comună în raionul Bohorodceanî, regiunea Ivano-Frankivsk, Ucraina, formată numai din satul de reședință.

## Demografie
Componența lingvistică a comunei Kosmaci
     Ucraineană (99,6%)
     Alte limbi (0,4%)
Conform recensământului din 2001, majoritatea populației comunei Kosmaci era vorbitoare de ucraineană (99,6%), existând în minoritate și vorbitori de alte limbi.